# Rejectaria chisena
Rejectaria chisena là một loài bướm đêm trong họ Noctuidae.